# Кандела, Розарио
Розарио Кандела (итал. Rosario Candela, англ. Rosario Candela; 7 марта 1890, Монтелепре, Королевство Италия — 3 октября 1953, Маунт-Вернон, США) — американский архитектор итальянского происхождения, строивший здания в стиле ар-деко.

## Биография

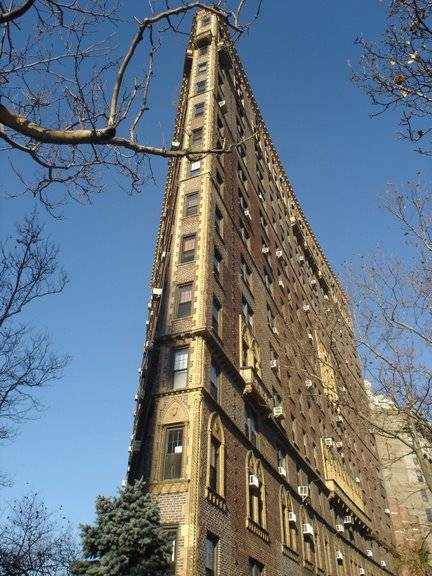
47 Плаза-стрит Уэст в Бруклине (1928)

Родился в Монтелепре на Сицилии 7 марта 1890 года. Он был сыном штукатура Микеле Канделы и его супруги Джузеппины, урождённой Пиццуро. В 1906 году иммигрировал в Нью-Йорк. Вернулся на Сицилию, где завершил образование, и в 1909 году окончательно переехал в США. Поступил в Школу архитектуры Колумбийского университета, которую окончил в 1915 году. Некоторое время работал чертежником в агентстве архитектора Гаэтано Айелло. Затем, после работы в строительной компании Фредерика Стернера, в 1920 году открыл собственное архитектурное агентство. Его первым большим заказом стал проект жилого дома на углу Уэст-стрит 92 и Бродвея.
Затем он получил заказ на проект многоквартирного дома в Ист-Сайде по адресу Парк-авеню 1105. В 1920—1925 годах по проектам архитектора был построен ряд жилых зданий в Верхнем Уэст-Сайде, в основном на Уэст-энд-авеню и Риверсайд-драйв. Пик заказов Канделе пришёлся на вторую половину 1920-х годов. В это время им были спроектированы многочисленные многоквартирные дома в Верхнем Ист-Сайде, прежде всего на 5-й авеню и Парк-авеню, а также на Саттон-плейс и других улицах города. В 1927—1928 годах Кандела построил 19 многоквартирных домов, в том числе здания 960 на 5-й авеню и 720 на Парк-авеню. В 1929 году в архитектурное агентство Кандела поступило много заказов, но из-за краха фондового рынка в октябре жилищный бум в стране замедлился. В том же году из 27 проектов были реализованы лишь 12. Среди них здания 740, 770 и 778 на Парк-авеню и 834 и 1040 на 5-й авеню.
Фасады его зданий, как правило, носили эклектичный характер в стиле ар-деко. В этом же стиле был выдержан дизайн интерьеров. Многие квартиры были построены им, как дуплексные резиденции с большими входными фойе, изогнутыми автономными лестницами и впечатляющими гостиными. Некоторые проекты архитектора, например триплекс Джона Рокфеллера-младшего на Парк-авеню 740 площадью около двух тысяч квадратных метров, по роскоши не уступали интерьерам палаццо с его родины.
Во время Великой депрессии число заказов агентству Канделы резко сократилось. Несмотря на их значительное уменьшение, архитектор всегда следил за качеством выполненной им работы. В это время он заинтересовался криптографией и опубликовал пару книг по этой теме. Кандела продолжал заниматься созданием архитектурных проектов вплоть до своей смерти в Маунт-Верноне 3 октября 1953 года.